# Jonelle Allen
Jonelle Allen (ur. 18 lipca 1944 roku w Nowym Jorku) – amerykańska aktorka telewizyjna i filmowa, jak również tancerka i piosenkarka. Karierę rozpoczęła od występów na Broadwayu. Pierwsze, zanotowała jako dziecko. Kojarzona jest przede wszystkim z roli Grace w serialu Doktor Quinn (1993-1998) oraz Doreen Jackson w Pokoleniach (1989-1991).